# Pilar (Santa Fé)
Pilar é uma comuna da Argentina localizada no departamento de Las Colonias, província de Santa Fé.